# دوتا (فیلم)
دوتا (به تامیلی: Iruvar) فیلمی محصول سال ۱۹۹۷ و به کارگردانی مانی راتنام است. در این فیلم بازیگرانی همچون موهن لال، پراکاش راج، آیشواریا رای، رواتهی، گائوتامی، تابو، نثار ایفای نقش کرده‌اند.